# Agdistopis griveaudi
Agdistopis griveaudi là một loài bướm đêm trong họ Pterophoridae. Loài này sinh sống ở Madagascar.